# Ecuația fundamentală a mecanicii newtoniene
Ecuația fundamentală a mecanicii, numită și ecuația lui Newton, în mecanica clasică din cadrul fizicii, reprezintă expresia matematică a principiului al doilea al mecanicii, numită și principiul acțiunii forțelor. Acest principiu afirmă că variația mișcării este proporțională cu forța și are loc pe direcția și în sensul de acțiune a forței. Ecuația fundamentală a mecanicii, scrisă pentru un punct material are forma :
 unde {\displaystyle \scriptstyle {\vec {F}}} este vectorul forței sau rezultanta forțelor aplicate punctului material (corpului în mișcare), {\displaystyle \scriptstyle {\vec {p}}} vectorul impulsului, {\displaystyle \scriptstyle m} masa punctului material, {\displaystyle \scriptstyle {\vec {a}}} este accelerația. Ecuația fundamentală se poate generaliza pentru sisteme mecanice complexe, modelate prin sistemul de puncte materiale, corpul solid și rigid etc. Principial, relația ecuației este expresia legăturii cauzale dintre forță (cauza modificării stării dinamice) și variația impulsului (efectul acțiunii, adică măsura schimbării stării dinamice). Cunoașterea expresiei explicite a ecuației fundamentale are o importanță centrală în studiul mișcării corpurilor din cadrul mecanicii newtoniene întrucât permite găsirea integralei generale a mișcării, adică a relațiilor care exprimă dependența de timp a vitezei și poziției corpului. Determinismul newtonian afirmă că dacă expresia ecuației fundamentale este explicit determinată, atunci starea dinamică inițială a unui sistem mecanic (ansamblul pozițiilor și vitezelor punctelor sistemului la un moment de timp dat) determină în mod univoc întreaga mișcare. Din expresia ecuației fundamentale și a principiului al treilea al mecanicii, folosind calculul diferențial și considerente geometrice legate de sistemul de puncte materiale se deduc toate teoremele generale ale mecanicii, iar din acestea, prin anularea cauzelor care produc schimbările dinamice (forță, momentul forței), se demonstrează legile de conservare ale mărimilor dinamice: impuls, moment cinetic, energie mecanică.

## Fundamente fizice
Principiul al doilea al mecanicii exprimă relația dintre forță și variația mișcării determinat prin viteza de variație a impulsului corpului asupra căruia acționează. Expresia matematică a principiului este dată de ecuația :
Acest principiu introduce două noțiuni fundamentale: masa și forța. Este extrem de dificil de dat definiții perfect logice, comprehensive acestor noțiuni; totuși se pot accepta ca satisfăcătoare următoarele definiții:
Masa unui corp este o mărime scalară, pozitiv definită, ce caracterizează corpul respectiv, fiind o măsură a inerției și a interacțiunii sale gravitaționale cu alte corpuri. În expresia principiului al doilea, masa apare ca factor de proporționalitate dintre forță și accelerație.
Forța este o măsură a interacțiunii mecanice dintre un corp și corpurile din vecinătatea lui, ce caracterizează mărimea, direcția și sensul acestei interacțiuni și care se manifestă prin apariția unei accelerații sau deformații. Cu alte cuvinte, forța este o mărime vectorială care măsoară cauza ce produce modificarea stării de mișcare.
Impulsul, numit și moment linear este produsul dintre masa {\displaystyle \scriptstyle m} a unui corp și viteza {\displaystyle \scriptstyle {\vec {v}}} a acesuia; Newton în scrierile sale a numit impulsul mișcare; în literatura mai veche, produsul {\displaystyle \scriptstyle m{\vec {v}}} poate fi întâlnită sub denumirea de cantitate de mișcare
Forma cea mai simplă pentru scierea expresiei matematice a celui de al doilea principiu al mecanicii este aceea în care corpul în mișcare este considerat un punct material. Modelul punctului material se poate utiliza pentru studierea mișcării de translație; pentru mișcări compuse, în care corpul este supus, pe lâgă translație și unor mișcări de rotație sau de vibrație, se utilizează modelul sistemului de puncte materiale. În mecanica newtoniană, principiul forței se scrie sub forma: {\displaystyle \scriptstyle {\vec {F}}={\frac {d}{dt}}(m{\vec {v}})}, unde {\displaystyle \scriptstyle {\vec {F}}} este forța, {\displaystyle \scriptstyle m} masa și  {\displaystyle \scriptstyle {\vec {v}}} vectorul vitezei corpului (a punctului material). În mecanica clasică, masa corpurilor este considerată ca fiind constantă, ea nu depinzând de mișcarea față de alte corpuri, deci este independentă de parametri mișcării și de timp, din această cauză, relația de mai sus ia forma: {\displaystyle \scriptstyle {\vec {F}}=m{\frac {d{\vec {v}}}{dt}}=m{\vec {a}}}, unde {\displaystyle \scriptstyle {\vec {a}}} este vectorul accelerației. În cazul cel mai general, forța {\displaystyle \scriptstyle {\vec {F}}} este determinată ca o funcție vectorială dependentă de variabilele timp, poziție și viteză: {\displaystyle \scriptstyle {\vec {F}}={\vec {F}}(t,{\vec {r}},{\dot {\vec {r}}})}. Dacă se scrie vectorul accelerației ca derivata de ordinul doi în raport cu timpul a vectorului de poziție {\displaystyle \scriptstyle {\vec {a}}={\frac {d^{2}{\vec {r}}}{dt^{2}}}=m{\ddot {\vec {r}}}}, atunci relația principiului se poate scrie sub forma unei ecuații diferențiale de ordinul doi care este numită ecuația fundamentală a mecanicii newtoniene:
| Definiție: Ecuația diferențială de ordinul doi de forma: {\displaystyle {\vec {F}}(t,{\vec {r}},{\dot {\vec {r}}})=m{\ddot {\vec {r}}}} unde:{\displaystyle \scriptstyle {\vec {F}}(t,{\vec {r}},{\dot {\vec {r}}})} este forța, {\displaystyle \scriptstyle t} timpul, {\displaystyle \scriptstyle {\vec {r}}} vectorul de poziție, {\displaystyle \scriptstyle {\dot {\vec {r}}}} vectorul viteză, {\displaystyle \scriptstyle m} masa, {\displaystyle \scriptstyle {\ddot {\vec {r}}}} vectorul accelerație, se numește ecuația fundamentală a mecanicii newtoniene. |

 Masa intervine în legile mecanicii clasice fie ca masă inertă, fie ca masă grea. Prima apare în expresia ecuației fundamentale, iar a doua în expresia forței de gravitaționale {\displaystyle \scriptstyle {\vec {G}}=m{\vec {g}}} respectiv în expresia legii atracției universale {\displaystyle \scriptstyle {\vec {F}}_{12}=k{\frac {m_{1}m_{2}}{r^{2}}}{\frac {\vec {r}}{r}}}. O serie de experimente efectuate de Loránd Eötvös în anul 1890 și Pieter Zeeman în 1897 au demonstrat că cele două mase sunt proporționale, respectiv egale, în cazul în care se aleg în mod corespunzător unitățile de măsură.
Partea stângă a ecuației conține așadar forța ca expresie generică a cauzei ce produce modificarea stării de mișcare fără nicio informație asupra naturii sau surselor forței. Relația dată prin ecuația {\displaystyle \scriptstyle {\vec {F}}={\vec {F}}(t,{\vec {r}},{\dot {\vec {r}}})} exprimă cumulativ „sursa” modificării stării de mișcare, în sensul că ea este la orice moment rezultanta tuturor forțelor de orice natură care acționează asupra corpului (punctului material). Descrierea corectă pe care o dă ecuația fundamentală a mecanicii este posibilă numai dacă se cunoaște expresia explicită a acestei ecuații numită legea forței.

### Legea forței
În general, în ecuația care exprimă legea forței intervin variabilele de poziție, viteză și timpul. Cea mai simplă situație este aceea în care  asupra corpului în mișcare acționează o rezultantă a forțelor care este constantă, de exemplu, atunci când un corp cade liber în vid de la înălțime mică, asupra lui acționează numai forța de greutate, aceasta rămânând constantă ca valoare și direcție pe tot parcursul mișcării. Există cazuri, când forța care intervine într-o problemă concretă de mecanică poate să depindă numai de poziția corpului (forța gravitațională, forța electrică, etc.) sau numai de viteza pe care o are corpul la un moment dat (forța de frecare în anumite cazuri, forța Stokes, forța Lorentz, etc.) Pentru mișcarea  unui punct material liber, adică atunci când mișcarea nu este supusă la nicio restricție, singurul termen care apare în expresia legii forței este rezultanta forțelor aplicate. Dacă punctul material este supus unor legături mecanice datorate restricțiilor de natură geometrică sau fizică, constând în aceea că punctul material este obligat să se miște pe o anumită traiectorie sau suprafață, sau dacă viteza acestuia trebuie să satisfacă anumite relații, etc., atunci în expresia legii forței, aceste legături intervin sub forma unor forțe de legătură, ce au caracterul unor reacțiuni. Un exemplu pentru prezența forței de legătură în legea forței îl reprezintă forța sub acțiunea căruia are loc mișcarea unui pendul gravitațional, unde forța de legătură este tensiunea mecanică din fir ca reacțiune a componentei radiale a  greutății.
În problema studiului mișcării unor sisteme mecanice concrete, se identifică legea forței și se înlocuiește în ecuația fundamentală a mecanicii. Se obține astfel, o ecuație diferențială de ordinul doi în care funcția necunoscută este {\displaystyle \scriptstyle {\vec {r}}={\vec {r}}(t)}. Prin integrarea directă sau prin rezolvarea ecuației, folosind condițiile inițiale, se găsește integrala generală a mișcării, adică legea care permite calcularea poziției corpului la orice moment de timp.
Legea forței este o expresie care depinde de proprietățile corpului (punctului material) și de mediul fizic în care are loc mișcarea. Practic, legea este determinată de caracterul fizic al fenomenului de interacțiune dintre corp și mediul înconjurător (sistem de alte corpuri). Varietatea mediilor fizice posibile pentru mișcarea accelerată a unui punct material (sau sistem de puncte materiale) este extrem de mare, prezentarea legilor forței pentru fiecare situație concretă este imposibil de realizat. Mai jos sunt prezentate legile forțelor pentru mișcarea unui punct material care are loc în virtutea acțiunii unor diverse tipuri de forțe.
- corp tras de un resort pe o suprafață orizontală în lipsa frecării

{\displaystyle {\vec {F}}=-k{\vec {x}}} unde {\displaystyle \scriptstyle {\vec {x}}} este alungirea resortului (vectorul deplasare), {\displaystyle \scriptstyle k} o constantă ce caracterizează resortul (constanta elastică). Vectorul forță are direcția alungirii dar sensul opus acesteia (forța elastică se opune alungirii).
- o minge în zbor cu neglijarea frecării cu aerul
- o planetă în mișcare de revoluție în jurul Soarelui, neglijând prezența altor corpuri cerești
- un electron aflat în vecinătatea unei sfere încărcat uniform cu sarcină electrică
- un magnet aflat în câmpul magnetic al unui alt magnet